# Maritza Rodríguez (cantante)
Maritza Victoria Rodríguez Castillo (Casa Grande, La Libertad, 8 de mayo de 1945) es una cantante peruana, que ha desarrollado su carrera artística en la música criolla, obteniendo la popularidad en los años 1960s y 1970s.

## Biografía
Maritza Rodríguez nació el 8 de mayo de 1945 en el distrito de Casa Grande.[cita requerida] Proveniente de una familia de clase media, mostró su interés por la música desde temprana edad. A los trece años, participó en el programa concurso radial Fantasía infantil por la extinta emisora Radio Victoria, demostrando sus dotes en el canto.
Tiempo después, Rodríguez comenzaría su carrera artística a partir de la década de los 1960s de la mano del productor musical y músico peruano Manolo Ávalos, lanzando su tema debut «Triste despedida» del compositor Emilio Peláez Montero, convirtiéndose así en la nueva figura de la música criolla, género musical que más tarde la llevaría al estrellato. Adicionalmente, participó en el programa concurso televisivo La escalera del triunfo, bajo la conducción de Guido Monteverde, consagrándose como ganadora.
Fruto de su fama de su apelativo de la Eterna Princesita del Canción Criolla, fue parte de la elaboración de sus siguientes sencillos, destacando el tondero «La perla del Chira» y el vals «Ilusión perdida» del compositor Gilberto Plasencia. Adicionalmente, volvió a trabajar con Ávalos para los temas «En vano», «Cariño malo» y «Noche tras noche».
En el año 1967, participó como figura estelar de la Radio 1160 junto a la también cantante Edith Barr y fue invitada al programa televisivo de la época Lo mejor del criollismo por el canal Victoria TV, interpretando lo mejor de su repertorio. Además, participó en la producción de los temas compuestos por Ángel Aníbal como «Adiós a mi guitarra», «Mis celos», «No me culpes» y «Falsa indiferencia». Años más tarde, contraería una relación sentimental con el exfutbolista peruano Luis La Fuente, con quién se casó en 1971 y tuvo a su única hija Maritza La Fuente. En ese mismo año, lanzó su álbum de estudio Felicidades Maritza para Sono Radio.
En el año 2011, Rodríguez recibió la condecoración de «Personalidad Meritoria de la Cultura» por parte de la exministra de Cultura, la también cantante Susana Baca, en compañía de otros intérpretes como Lucila Campos.Años más tarde, recibió la Medalla de la Ciudad de Sullana en 2016.
Prestó su colaboración con el cantante Johnny Lau y la banda musical Flashback en un concierto de aniversario de su trayectoria artística en 2019 en compañía de músicos invitados. En la actualidad, Rodríguez se desempeña como directora de la Escuela Alma, Corazón y Vida en el cual se presenta en diferentes eventos del panorama artístico nacional, complementando su rol como profesora de canto en la Escuela de Canto Contigo Perú, propiedad del compositor Augusto Polo Campos.

## Discografía

### Álbumes de estudio
- La Princesa de la Canción Criolla (LP, Álbum) —  Sono Radio LPL-1
- Los últimos éxitos de... (LP, Álbum) — Sonido Radio LPL-2
- Siempre Maritza (LP, Álbum) — Sono Radio LPL-2
- Felicitaciones Maritza (LP, Álbum) — Sono Radio SE-9
- Maritza Rodríguez (LP, Álbum) — El Virrey
- Maritza Rodríguez, la Princesa de la Canción Criolla (LP, Álbum)
- Maritza Rodríguez, Manolo Ávalos y su Ensemble:  Triste despedida (Álbum) — Sono Radio

## Reconocimientos
- «Personalidad Meritoria de la Cultura» por parte del Gobierno del Perú (2011)[6]
- Medalla de la Ciudad de Sullana (2016)[8]